# Хвергельмир
Хвергельмир (др.-сканд. Hvergelmir, «кипящий котёл») — в германо-скандинавской мифологии источник вод в Нифльхейме, одном из девяти миров, «обители тумана и льда», из которого вытекают многие реки, в том числе потоки Эливагара. Источник расположен под одним из трёх корней мирового дерева Иггдрасиля, уходящих в другие миры (Мидгард, Асгард и Нифльхейм), и наполняется водой, капающей с рогов оленя Эйктюрнира, стоящего на крыше Вальхаллы и объедащего листву дерева Лерад, которое иногда отождествляют с Иггдрасилем. Под двумя другими корнями Иггдрасиля находятся источник Мимира и источник Урд. В Хвергельмире обитает дракон Нидхёгг, грызущий корни мирового дерева и враждующий с орлом, живущим в его ветвях, и другие многочисленные змеи.
В «Речах Гримнира» приводится перечень рек, берущих своё начало в Хвергельмире: Сид, Вид, Сёкин, Эйкин, Свёль, Гуннтро, Фьёрм, Фимбультуль, Рейн, Реннанди, Гипуль, Гёпуль, Гёмуль, Гейрвимуль, Тюн, Вин, Тёлль, Хёлль, Град, Гуннтраин, Вина, Вегсвин, Тьоднума, Нют, Нёт, Нённ, Хрённ, Слид, Хрид, Сильг, Ильг, Виль, Ван, Вёнд, Стрёнд, Гьёль, Лейфтр.